# 赵尊岳

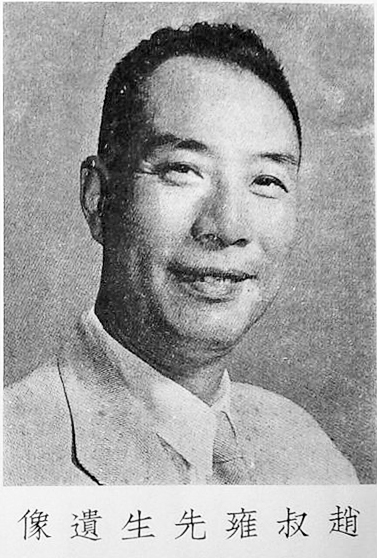

赵尊岳（1898年—1965年），字叔雍，斋名高梧轩、珍重阁，江苏武进人，词学家、汪精卫政权人物，赵凤昌之子。

## 生平
赵尊岳早年毕业于交通部上海工业专門学校（该校前身为南洋公学）。其後，历任上海《申報》经理秘書、行政院駐平政務整理委員会参議、国民政府铁道部参事。1932年（民国21年）4月辞職。他还曾任复兴银行董事、新亚药厂董事长。
1940年（民国29年）3月，参加汪精衛的南京国民政府，担任铁道部政務次長兼中央政治委員会委員（此后连任四届中央政治委員会委员）。翌年8月，任行政院政務委員。1942年（民国31年）2月，任上海市政府秘書長。同年，担任清乡委員会委員、新国民運動促進委員会委員。

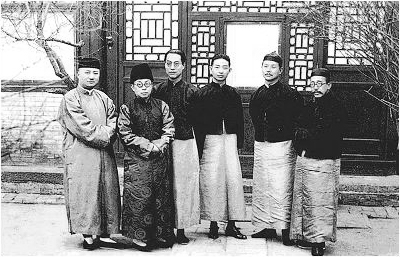
梅兰芳在北京无量大人胡同寓所与挚友合影。左起：李释戡、黄秋岳、赵叔雍、梅兰芳、齐如山、罗复堪。

1944年（民国33年）1月，任上海財務委員会委員長。3月，任中央政治委員会副秘書長。12月，任中央政治委員会秘書長、最高国防会議秘書長、宣传部部長。1945年2月，任敌产管理委員会委員。
日本投降後的1945年8月17日，周佛海手下的税警局队長周鎬率南京国民政府税警团一部，占据了南京的中央儲備銀行总部大楼，开始解除南京国民政府軍的武装，逮捕政府要員（周鎬事件）。当时，趙尊嶽也被税警团逮捕，但经支那派遣軍总参謀副長今井武夫向周鎬游説，趙尊嶽获得释放。
1945年9月27日，趙尊嶽在上海被蒋介石的重庆国民政府逮捕。1947年（民国36年）1月24日，趙尊嶽被判处無期徒刑。从1945年被逮捕起，他先后关押在上海南市车站路看守所、提篮桥监狱。1948年出狱。1950年迁居香港。在香港，他先为中华书局海外编译局编辑，后任教于香港文商专科学校。不久，由其女儿赵文漪接往新加坡奉养。1958年，获新加坡国立大学聘为国学教授。1965年，趙尊嶽在新加坡病逝。享年68岁。
趙尊嶽师从词学家况周颐（蕙风）学词，是知名的詞学家，其词曾获朱祖谋（彊村）称赞。趙尊嶽留有《明詞匯刊》等许多研究成果。20世纪末，其女趙文漪将趙尊嶽的大量手稿捐献给中国国家图書館。

## 家庭
赵尊岳的夫人为王季淑（王世襄姑母），有子赵典尧、女赵文漪。

## 著作
- 《高梧轩诗全集》，1966年刊于香港
- 《明詞匯刊》